# Escrutini proporcional plurinominal
La representació proporcional o l'escrutini proporcional plurinominal és un sistema electoral en què el percentatge de vots que reben els partits polítics determina el nombre de seients que els són assignats a les assemblees legislatives o parlament. Aquest sistema de representació es distingeix del sistema de representació directa atès que gairebé tots els partits polítics són representats al cos legislatiu, sense importar que no obtinguin majoria relativa a cap districte electoral. Per tant, també s'anomena sistema de representació plena.
Existeixen diverses formes de representació proporcional com ara la representació proporcional amb llistes de candidats en què els votants voten per partits polítics; els partits presenten una llista de candidats els quals són assignats seients d'acord amb el percentatge de vots que obtinguin. Un altre sistema és el sistema d'Hare o vot únic transferible, el qual no depèn de l'existència dels partits polítics. Alguns estats, com els Països Baixos, combinen tots dos aspectes. La majoria dels països amb democràcies parlamentàries utilitzen sistemes de representació proporcional, encara que la majoria dels països angloparlants utilitzen sistemes de representació directa (llevat de Sud-àfrica, Nova Zelanda, Irlanda, Escòcia, Gal·les, Sierra Leone, Guyana i Sri Lanka). La majoria dels sistemes presidencialistes utilitzen la representació directa, encara que alguns països llatinoamericans, com ara Argentina i Mèxic, han implementat una combinació dels dos sistemes.

## Altres sistemes electorals
- Escrutini uninominal majoritari
- Representació proporcional mixta
- Llista electoral